# Cormocephalus nigrificatus
Cormocephalus nigrificatus är en mångfotingart som beskrevs av Karl Wilhelm Verhoeff 1937. Cormocephalus nigrificatus ingår i släktet Cormocephalus och familjen Scolopendridae. Inga underarter finns listade i Catalogue of Life.